# Aleksander Sculteti
Aleksander Sculteti (ur. ok. 1485 w Tczewie lub Gdańsku, zm. 1564 w Rzymie) – kanonik i kanclerz kapituły warmińskiej, uznawany za ateistę i oskarżony o herezję, historyk oraz kartograf.

## Życiorys
Ukończył szkołę parafialną w Tczewie i gimnazjum we Włocławku. Studiował w Akademii Krakowskiej prawo i teologię. Po uzyskaniu święceń kapłańskich dalsze nauki pobierał w Bolonii i w Rzymie, gdzie uzyskał tytuł doktora praw i pełnił różne funkcje w kurii papieskiej.
Od 1515 był kanonikiem kapituły warmińskiej we Fromborku i bliskim współpracownikiem Mikołaja Kopernika. W latach 1530–1539 pełnił funkcję kanclerza kapituły, sprzeciwiał się objęciu biskupstwa przez Jana Dantyszka, był również przeciwnikiem Stanisława Hozjusza. Oprócz godności w kapitule warmińskiej posiadał kanonikaty w Dorpacie i Rewlu.
Jako naukowiec zajął poczesne miejsce w dziedzinie historii i geografii. Jest autorem pierwszej mapy Inflant. Wspólnie z Kopernikiem opracował kartografię Prus. Szczególnie ważną jest jego wielka praca Chronographia sive Annales omnium fere regum..., będąca pierwszą w dziejach nauki chronologią zdarzeń historycznych i zestawieniem pocztów władców świata. Przed nim nikt tego nie dokonał.
Sculteti był zwolennikiem myśli reformatorskich, w związku z czym popadł w konflikt z inkwizycją. Uznawany był za ateistę, a jako oskarżony o herezję przez Dantyszka (którego poparł król Zygmunt Stary), kilka lat spędził w więzieniu w Rzymie. Uniewinniony przez sądy papieskie Pawła IV i Piusa IV, pozostawał do końca życia pod obserwacją inkwizycji. Jego postać jest obecna w wielu utworach beletrystycznych, których akcja dzieje się w czasach odrodzenia. Ostatecznie jednak pozbawiony kanonii, majątku i wszelkich godności został skazany na banicję i rzucono nań klątwę. Ostatecznie po uwolnieniu zmienił wyznanie i jako pastor ewangelicki osiadł na jednym z pruskich probostw. Zmarł w 1564 roku.
Od 1 stycznia 1979 patron Miejskiej Biblioteki Publicznej w Tczewie.